# Zawiszów (Świdnica)

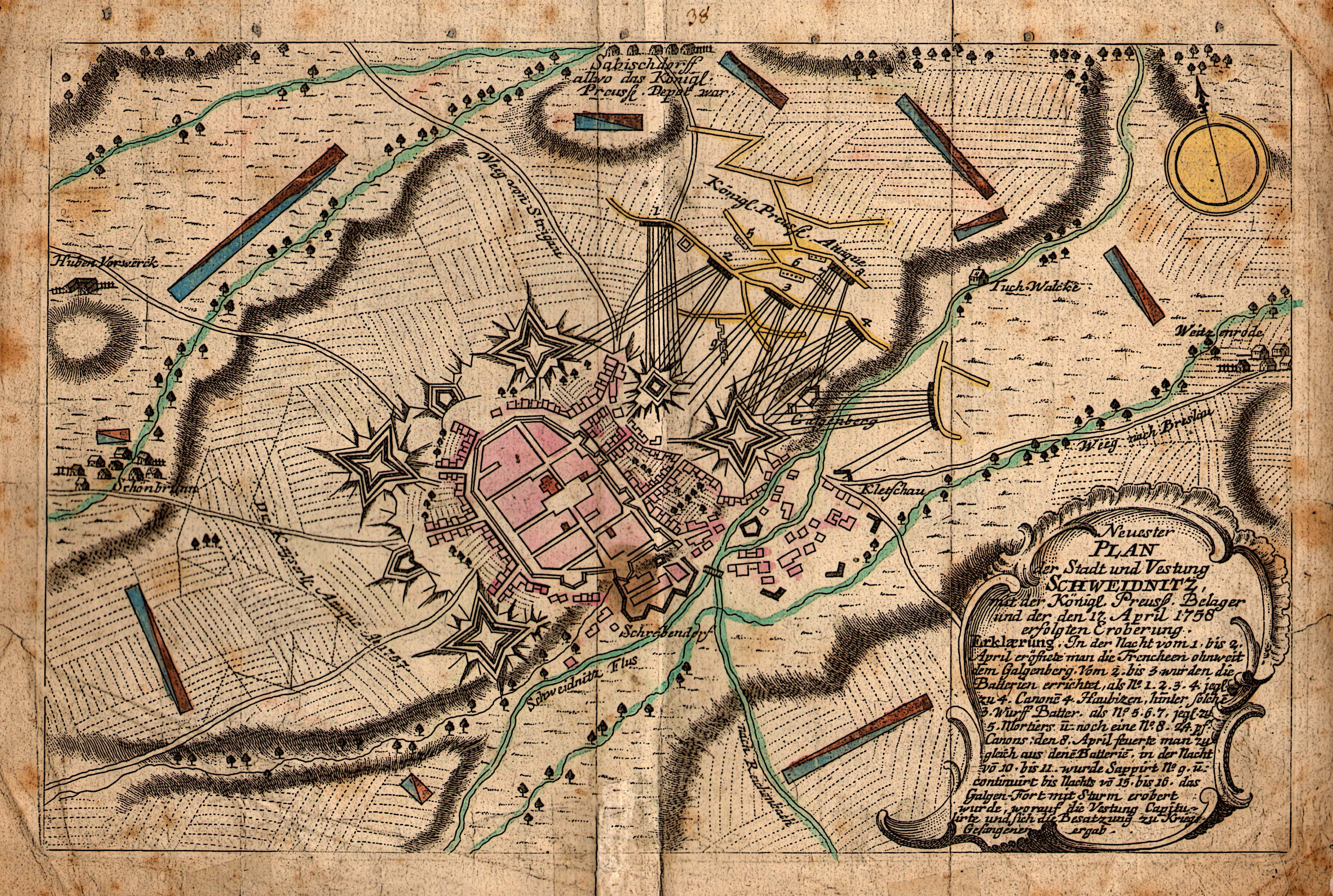
Säbischdorf nördlich von Schweidnitz auf einem Plan der Stadtbefestigung von 1758

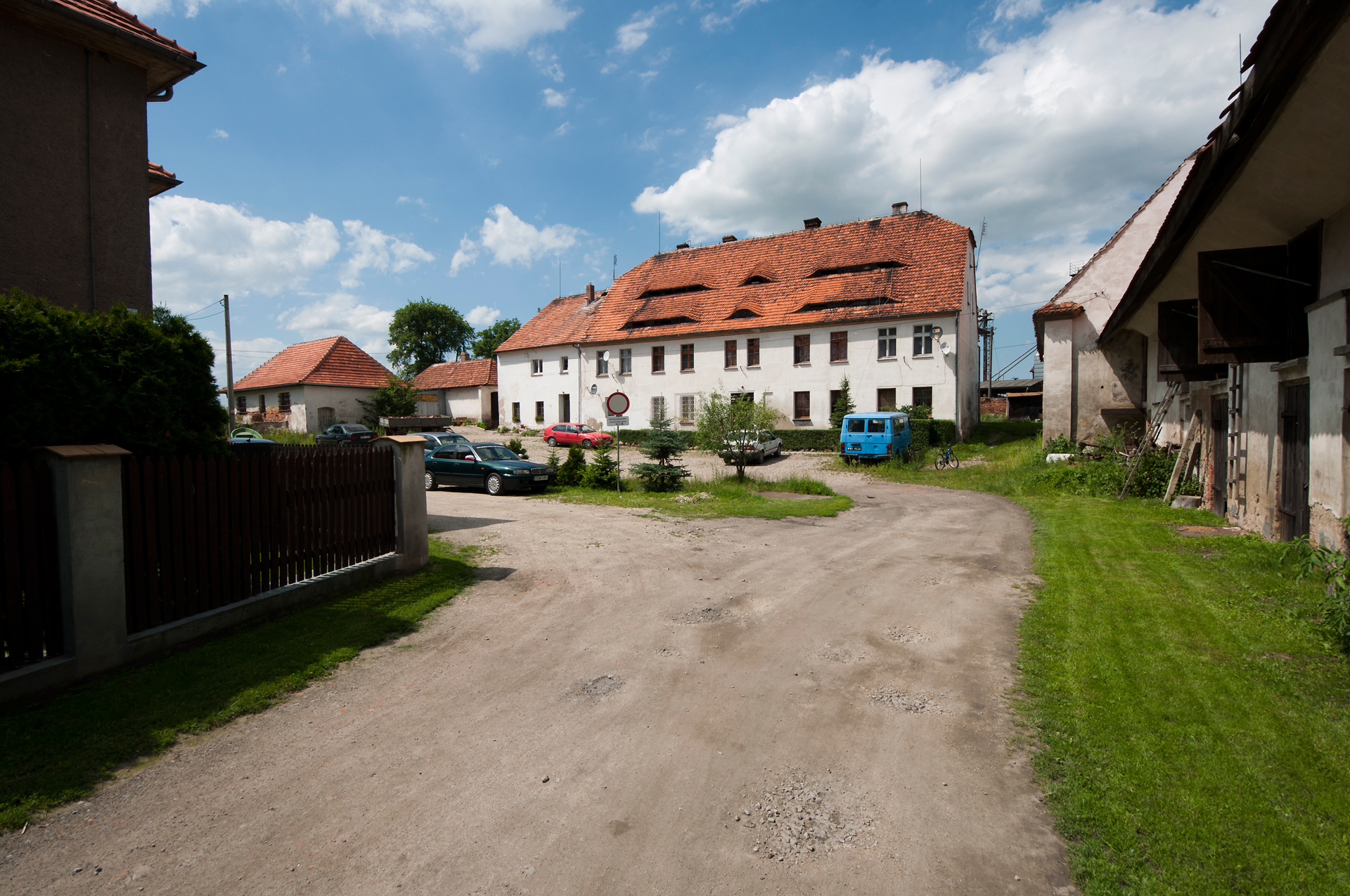
Ehemaliges Lehngut „Kaiserhof“ in Säbischdorf

Zawiszów (deutsch Säbischdorf) ist ein Ort in der Landgemeinde Świdnica (Schweidnitz) im Powiat Świdnicki der Woiwodschaft Niederschlesien in Polen. Es liegt etwa vier Kilometer nördlich von Świdnica (Schweidnitz).

## Geschichte
Säbischdorf das 1308 als „Sewysdorf“ und 1318 „Zebisdorf“ belegt ist, wurde vermutlich von dem slawischen Eigennamen „Zawise“ abgeleitet, der möglicherweise der Gründer oder Besitzer dieses Dorfes war. Unter Herzog Bernhard II. gehörte es 1326 dem Patriziergeschlecht Döring. 1354 überließ es Peter von Döring dem Nickel von Sachenkirch. Danach verlieh es der Schweidnitzer Herzog Bolko II. diesem und seinen Nachkommen als Erblehen, mit der Vergünstigung, dass sie dieses Vorwerk verkaufen, vererben oder aussetzen dürfen, zum Dienst, Zins und ihrem Nutzen. Darüber hinaus behielt er sich und seinen Nachfolgern ausdrücklich die fürstlichen Dienste, nebst den Obergerichten vor. Nickel von Sachenkirch, Fürstlicher Rat und Burggraf von Zobten, besaß außer Säbischdorf noch Sachwitz, Lobris, Hedwigswalde, Poschwitz, Wilkau, Bunzelwitz, Teichenau, Jaurau, Zirlau, Neudorf, Altenburg, Költschen, einen Anteil von Kletschkau, Poseritz, Jngramsdorf, Pfaffendorf und im Herzogtum Liegnitz das Dorf Waldeck. 1444 verkaufte George von Sachenkirch Säbischdorf dem Heinz von Mühlheim, genannt Puschke, auf Pläswitz. 1451 gehörte es dessen Bruder George Puschken von Mühlheim. Dessen Sohn Hans verkaufte es 1480 dem Schweidnitzer Ratsmann Jakob Kobersbergen, von dem es 1492 an dessen Sohn Nikolaus Kobersberg überging, der als Grundherr das Vorwerk dem Wenzel Klose verlieh. Nach Kobersbergs Tod dessen Sohn Johann – mit Einwilligung seiner Geschwister – das Dorf nebst dem Lehnsmann, 1524 seiner jüngsten Schwester Rosina, die mit dem Breslauer Ratsmann Hans Poplau verheiratet war. Diese verkaufte nach dem Tode ihres Mannes mit Einwilligung ihrer zwei Söhne Nicklas und Hieronymus von Poplau, das ganze Gut dem Rat der Stadt Schweidnitz. Seit 1519 war Säbischdorf Kämmereidorf von Schweidnitz.
Nach dem Ersten Schlesischen Krieg fiel Säbischdorf an Preußen und wurde dem Landkreis Schweidnitz eingegliedert. 1785 bestand das Dorf aus einem Lehngut, zwei Bauern, sechs Gärtnern und 69 Einwohnern. Evangelisch war Säbischdorf zur Friedenskirche Schweidnitz gepfarrt und katholisch nach Würben eingegliedert. 1874 wurde Säbischdorf dem Amtsbezirk Teichenau eingegliedert. Die Schule war in Tunkendorf.
Als Folge des Zweiten Weltkriegs fiel Säbischdorf mit dem größten Teil Schlesiens 1945 an Polen. Nachfolgend wurde es in Zawisczów umbenannt. Die einheimische deutsche Bevölkerung wurde – soweit sie nicht vorher geflohen war – vertrieben. Die neu angesiedelten Bewohner waren teilweise Zwangsumgesiedelte aus Ostpolen, das an die Sowjetunion gefallen war.
Von 1975 bis 1998 gehörte Witoszów Dolny zu Woiwodschaft Wałbrzych.

## Sehenswürdigkeiten
- Ehemaliges Lehngut Kaiserhof, Hofkomplex mit Wohn- und Wirtschaftsgebäuden aus dem 19. Jahrhundert

## Persönlichkeiten
- Carl Friedrich von Poser und Groß-Naedlitz (1700–1776), preußischer Landrat